# بوب برايس (سياسي)
بوب برايس (بالإنجليزية: Bob Price)‏ هو سياسي أمريكي، ولد في 7 سبتمبر 1927 في ريدينغ في الولايات المتحدة، وتوفي في 24 أغسطس 2004 في بامبا في الولايات المتحدة. حزبياً، نشط في الحزب الجمهوري. وقد انتخب عضو مجلس ولاية تكساس وانتخب عضو مجلس النواب الأمريكي.